# 비드로 모양
「비드로 모양」은 일본의 여성 싱어송라이터 야나기나기의 데뷔 싱글. 2012년 2월 29일 NBC유니버설 엔터테인먼트 재팬으로부터 발매되었다.

## 수록곡
전작사: 야나기나기
1. 비드로 모양(ビードロ模様) [4:51]
  - 작곡: 나카자와 토모유키, 편곡: 나카자와 토모유키·오자키 타케시
  - 텔레비전 애니메이션 「그 여름에서 기다릴게」엔딩 테마
2. concent [4:28]
  - 작곡: 야나기나기, 편곡: 토비나이 마사히로
3. 유리 모양(instrumental) [4:52]
4. concent (instrumental) [4:29]

## 악곡해설
유리 모양
텔레비전 애니메이션 「그 여름에서 기다릴게」의 엔딩 테마로서 새로 써진 악곡. 야나기의 서정적이고 부드러운 클리어 보이스와 I've의 나카자와 토모유키가 다룬 반짝반짝 한 트럭 및 형 손연으로 한 멜로디가 특징이다. 가사는 여름의 경치에 연애이야기를 섞어 쓰여진 것으로, 야나기 가라사대 「평소의 자신에게서는 생각할 수 없을 정도 스트레이트」인 물건이 되고 있다. 야나기에 의하면, A면이나 B면에서는 권태인 이미지를 내면서도, 녹에서는 사운드에 지지 않게, 평소보다 밝은 톤으로 노래했다고 한다.
concent
「모두에 배신당했다고 느낀 여자 아이가 전자 회로에 두문불출하고 생각을 둘러싸게 한다」라는 이미지로 만들어진 곡. 야나기 본래의 어두운 부분이 나와 있지만, 토비나이 마사히로의 어레인지에 의해서, 종반으로 향하는 것에 따라 고조를 느끼게 하는 곡으로 완성되었다.

## 차트 성적
오리콘 차트의 CD싱글 랭킹에서는, 2012년 2월 28 일자의 데일리 랭킹으로 첫등장 7위를 기록해, 2012년 3월 12일자의 주간 랭킹에서는 첫등장 11위를 기록했다.
또 레코쵸크에서는, 2012년 2월 28 일자의 애니메이션·게임 풀차트로 첫등장 해, 2위를 기록했다.